# Fairview (condado de Buncombe)
Fairview es un lugar designado por el censo ubicado en el condado de Buncombe en el estado estadounidense de Carolina del Norte. La localidad en el año 2000, tenía una población de 2.495 habitantes en una superficie de 16.1 km².

## Geografía
Fairview se encuentra ubicado en las coordenadas 35°31′12″N 82°24′33″O / 35.519908, -82.409064. Según la Oficina del Censo, la localidad tiene un área total de 16,1 km² (6,2 mi²), de la cual 16,1 km² (6,2 mi²) es tierra y 0 km² (0 mi²) (0.0%) es agua.

## Demografía
En el 2000 la renta per cápita promedia del hogar era de $46.818, y el ingreso promedio para una familia era de $51.768. El ingreso per cápita para la localidad era de $21.029. En 2000 los hombres tenían un ingreso per cápita de $31.615 contra $25.305 para las mujeres. Alrededor del 9.50% de la población estaba bajo el umbral de pobreza nacional.